# Paddhari
Paddhari är en ort i Indien.   Den ligger i distriktet Rājkot och delstaten Gujarat, i den västra delen av landet, 1 000 km sydväst om huvudstaden New Delhi. Paddhari ligger 68 meter över havet och antalet invånare är 9 701.
Terrängen runt Paddhari är platt, och sluttar norrut. Runt Paddhari är det ganska tätbefolkat, med 129 invånare per kvadratkilometer. Det finns inga andra samhällen i närheten. Trakten runt Paddhari består till största delen av jordbruksmark.